# Sheng
En sheng er et musikinstrument og er kendt som det første tungeinstrument. Man kender ikke Shengens alder, men den blev nævnt i kinesiske skrifter fra 3000 f.Kr. og man kan se den på billeder fra 1200 f.kr. Ifølge en kinesisk myte blev shengen opfundet af den første kvindelige kinesiske forfader Nüwa.